# Цитадель (Киев)
Старая Киево-Печерская крепость — комплекс крепостных сооружений, построенных в XVIII в., в Киеве. В царское время использовалась как политическая тюрьма для противников режима, официально именовалась «Главной гауптвахтой».

## История
Строительство начато в петровские времена. Выбор местности был не случайным, крепость начали строить на территории прилегающей к Киево-Печерской лавре, пещерный комплекс которой так же использовался властями для принудительного заключения там опальных и инакомыслящих. К слову, на заключённого Цитадели налагался не только арест сам по себе, но и распоряжение «о подвергнутии его церковному покаянию». Последняя фаза строительства и расширения датируется 1783—1803 годами, это монументальное здание сохраняет все признаки тогдашнего стиля — позднего классицизма, с характерной для него тенденцией к лаконичным архитектурным формам. Его отличают: гармоничное согласование элементов объёмно-пространственной композиции, равновесие и величавость, строгость и простота. Здание двухэтажное с подвалом, прямоугольное в плане с внутренним двором. Занимает территорию около 20 гектаров на высоком правом берегу Днепра вокруг Национального заповедника «Киево-Печерская Лавра».
Цитадель была построена на основе фортификационных укреплений Киево-Печерского монастыря времён Киевской Руси. Согласно летописям, по приказу гетмана Ивана Самойловича в 1679 году «войска казацкие... город Киев-Печерский... рвами и крепкими валами... уфондовали». В последующем расширение и усиление укреплений продолжалось до конца XVII века. Киево-Печерскую лавру окружили оборонительной стеной высотой 6 метров, и она стала цитаделью города. С 1706 года, со времени Северной войны между Россией и её союзниками и Швецией, территория крепости увеличилась впятеро. К военно-инженерным работам привлекали иностранных специалистов, в частности инженеров Геллерта и/или Лямота де Тампия. 
В 1712 году казаки гетмана Ивана Скоропадского соорудили ретраншементы. Эти работы были завершены в 1723 году. На протяжении XVIII - XIX веков крепость несколько раз реконструировалась. Она состояла из полукруглого в плане, открытого со стороны Днепра земляного вала высотой 6 метров с восемью бастионами. На северо-западе располагались в качестве усиления три равелина, а на юго-востоке — вал-контргард. Перед южным фронтом крепости проходила Наводницкая дорога и мост через Днепр. Для контроля над этой коммуникацией, на месте нынешнего Музея истории Украины во Второй мировой войне, были сооружены Дальний и Ближний ретраншементы и три отдельных люнета. Крепость располагала тремя воротами: Московскими (с юга, не сохранились), Киевскими (с севера, не сохранились), Васильковскими (с запада). Проход через Васильковские ворота шёл по разводному мосту, перекинутому через внешний ров, чья глубина достигала 6 метров, а ширина - 40 метров. С 1711 года на территории цитадели также размещались главные административные и военные учреждения Киева.
В XIX веке туда заключали декабристов, повстанцев, народников, революционеров, «мазепинцев», автономистов и сторонников независимости, узников арестантских рот. В последние годы XIX века в Цитадели осуществлялось строительство новой гауптвахты вдобавок к уже существующим казематам. После подавления восстания декабристов, в Цитадели сидели даже царские генералы. Последним крупным использованием Цитадели как тюрьмы до Октябрьской революции, когда арестовывались политические заключённые, было Корниловское выступление, когда военные в Петрограде попытались захватить власть в свои руки и установить военную диктатуру, их сторонников в Киеве отлавливали и арестовывали. Среди известных заключённых Цитадели: А. И. Альтести (1796), Вещитский (1847), С. Г. Волконский (1826), Н. В. Крыленко (1917), Д. М. Лошак (1826), Р. В. Любимов (1826), Н. С. Мартынов (1842), А. Е. Мозалевский (1825), С. С. Трухин (1825), М. С. Урицкий (1897), А. П. Юшневский (1825). Казематы находились там, где ещё видны остатки земляного вала, невдалеке от Лаврского переулка. На месте же бывшей гауптвахты в 1934 г. появился правительственный гараж для партноменклатуры.

## Галерея
- Верхние Московские ворота
- Нижние Московские ворота
- Остатки Васильковских ворот
- Редут Алексеевского бастиона
- Спасский бастион
- Арестантские казармы
- Арестантские казематы
- Внутри каземата

## Другие тюремные цитадели Российской империи
- X павильон Александровской цитадели (Варшава)
- Виленская цитадель (Вильнюс)
- Ревельская цитадель (Таллин)
- Рижская цитадель (Рига)